# 北海道師友会
北海道師友会（ほっかいどうしゆうかい）は、安岡正篤を教えを継承する教養の団体。
1959年設立。一般には右派、保守系の団体とみなされている。北海道知事町村金五（当時）を会長として発足した。月1回の照心講座（安岡正篤の教えを学ぶ講座）を開催している。会員数は70名。機関紙名は「関西師友」。

## 関係事項
- 安岡正篤
- 師友協会